# Jenny Holzer
Jenny Holzer (29 de julho de 1950) é uma artista contemporânea norte-americana.

## Vida e Obra
Holzer figura entre os expoentes mais paradigmáticos do neoconceptualismo estadunidense tardomoderno, estabelecendo residência e campo de criação em Hoosick, no estado de Nova York. Sua práxis estética gravita em torno da palavra enquanto matéria plástica e da ideia enquanto acontecimento público, fazendo eco à tradição duchampiana da transgressão dos meios artísticos. Por meio da apropriação de suportes profanos — como outdoors, projeções monumentais, inscrições eletrônicas de LEDs — Holzer desestabiliza os códigos da comunicação massiva, instaurando o que Rosalind Krauss denominaria um "campo expandido" da linguagem visual.
Suas obras — intervenções no tecido urbano, atos de presença crítica no corpo arquitetônico — não pretendem adornar, mas antes tensionar o espaço público, expondo as feridas latentes do poder, da violência, do esquecimento e da intimidade coisificada. Em consonância com as proposições de Jean-François Lyotard (La Condition postmoderne), Holzer opera a partir de uma desconfiança radical em relação às grandes narrativas, apostando em fragmentos discursivos que convocam o espectador à desconstrução e ao desconforto. Seu gesto não é apenas estético, mas eminentemente ético, colocando em crise a neutralidade da imagem e da linguagem na era da mercadoria simbólica.
Nascida em 29 de julho de 1950, em Gallipolis, Ohio, Jenny Holzer emerge como uma das vozes mais singulares e contundentes no panorama da arte contemporânea norte-americana, inscrevendo-se no movimento do neoconceptualismo a partir do final dos anos 1970. Formada pela Ohio University, pela Rhode Island School of Design e posteriormente ligada ao Whitney Museum Independent Study Program, sua trajetória intelectual é marcada por uma inflexão crítica que tensiona, desde os primeiros projetos, as relações entre linguagem, poder e espaço público.
A obra de Holzer se distancia do objetualismo tradicional da arte conceitual dos anos 1960 elaboradas por Joseph Kosuth e Lawrence Weiner, por exemplo, para adentrar um território em que a palavra — na forma de máximas, truísmos, ensaios fragmentados — se torna corpo visual, acontecimento político e experiência física. Seu projeto seminal, Truisms (1977–79), consiste em uma série de afirmações paradoxais e provocativas, escritas em estilo neutro, que foram originalmente disseminadas em cartazes colados nos muros de Nova York, prática que já denota sua preocupação com a dissolução das fronteiras entre arte, comunicação de massa e vida urbana.
Entre 1982 e 1984, Holzer intensifica a monumentalização da palavra com a série Living Series, utilizando placas de mármore, bronze e painéis eletrônicos de LED para inscrever fragmentos de experiências humanas triviais e angustiantes. Obras como Some days you wake and immediately start to worry exemplificam sua habilidade em condensar a banalidade e o trauma cotidiano em formas sintéticas e cortantes.
Holzer, diferentemente dos primeiros conceituais, adota as tecnologias da publicidade e da mídia de massa — como outdoors, displays eletrônicos e projeções arquitetônicas — não para celebrá-las, mas para subvertê-las. Em sua obra, o que descreveu como a "economia do olhar" é devolvido ao público de maneira crítica: o espectador, habituado à passividade diante da publicidade, é forçado ao desconforto da reflexão.
Obras como Protect Protect (2007–2008) e as intervenções Blue Purple Tilt demonstram a maturação de sua poética, agora centrada na documentação de discursos políticos, relatórios militares e testemunhos de vítimas de violência, revelando a persistência de uma ética da memória que se afirma contra a banalização do sofrimento.
Jenny Holzer, assim, inscreve-se não apenas como artista, mas como escriba e arquiteta de palavras no espaço público, numa tradição que desafia simultaneamente as categorias de arte visual, literatura e intervenção política. Em sua prática, a palavra é monumento, é ferida, é lampejo que insiste na consciência coletiva.